# Нематеријално културно наслеђе Финске
Нематеријално културно наслеђе Финске обухвата традиционална знања и вештине које чувају различите заједнице које живе у Финској. Традиционална знања и вештине укључује фестивале, музику, представе, прославе, рукотворине и усмену традицију.
До 2023. године три елемента уврштена су на Унескову листу нематеријалног културног наслеђа, а четврти - Знање, занат и вештине ручне израде стакла, тренутно је у процесу номинације.
Конвенција о заштити нематеријалног културног наслеђа ратификована је у Финској у мају 2013. године. Финско Министарство образовања и културе доделило је одговорност за спровођење конвенције Националном одбору за антиквитете који тренутно израђује модел за њено спровођење у Финској.
Финска фондација за истраживање културне политике (CUPORE) сарађује у овом раду у контексту истраживања. На основу спроведеног истраживања и саслушања заинтересованих група, Национални одбор за антиквитете ће у мају 2015. године израдити предлог за Министарство просвете и културе Финске о томе како ће се конвенција реализовати у пракси у Финској.
Упоредну студију "Нематеријално културно наслеђе. Примери имплементације конвенције УНЕСКО-а 2003. у одабраним земљама у поређењу" објавио је (CUPORE) у октобру 2014. године. Циљ студије је да пружи основне информације о томе како се конвенција спроводи у 15 различитих земаља. Други циљ је проналажење занимљивих примера елемената уписаних на листе нематеријалног културног наслеђа, у циљу креирања мапе пута за фински модел за спровођење конвенције и неговање нематеријалног културног наслеђа уопштено.

## Елементи нематеријалног културног наслеђа Финске уписани на Унескову листу
| # | Елеменат                     | Година уписа | Коментар | Слика/снимак |
| - | ---------------------------- | ------------ | --- | ------------ |
| 1 | Сауна                        | 2020.        | Сауна је објекат или просторија обложена дрветом с унутрашње стране и има грејно тело које развија веома високу температуру, како би се код људи проузроковало знојење. Најстарије познате сауне настале су у Финској. |              |
| 2 | Нордијски клинкер чамаци     | 2021.        | Нордијски клинкер чамци су мали, отворени, дрвени чамци дуги између пет и десет метара. Скоро два миленијума, људи нордијског региона граде клинкер чамце користећи исте основне технике: танке даске се причвршћују на кичму кобилице и стабљике, а даске које се преклапају се причвршћују металним заковицама, ексерима или ужетом. Шкољка чамца је ојачана рамовима. |              |
| 3 | Свирање виолине у Каустинену | 2021.        | Каустинен народна музика је финска традиција где су гусле (виолина), иако не једини инструмент, главни мелодијски инструмент. Заснован на свирању по слуху, карактеришу га синкопирани и наглашени ритмови уз које је људима лако плесати. |              |